# Moritz zu Salm-Kyrburg
Prinz Moritz Gustav Adolph zu Salm-Kyrburg (* 27. September 1761; † 17. Februar 1813) war Sohn des Fürsten Philipp Joseph zu Salm-Kyrburg aus dessen Ehe mit Maria Theresia, geborene von Horn (1725–1783), sowie ein Bruder Friedrichs III. zu Salm-Kyrburg und Amalie Zephyrines zu Salm-Kyrburg. Ferner war er ein Onkel sowie von 1794 bis 1810 Vormund des Fürsten Friedrichs IV. zu Salm-Kyrburg, in dessen Namen er ab 1802/1803 als Regent im Fürstentum Salm wirkte. Prinz Moritz war Ritter des Hubertusordens.
Als er 21 Jahre alt war, stand er als Colonel en second in den Diensten eines französischen Regiments. Am 1. April 1782 heiratete er Christiana Maria Louise Gräfin von Wartenberg (1758–1821).
Beim Ausbruch der Französischen Revolution war er Colonel und Regimentskommandant im königlichen Husarenregiment de Esterhazy. Danach, während der Kämpfe der Konterrevolution (→ Armee der Emigranten), befehligte er das Regiment der Hussards de Salm-Kirburg. Um daraus resultierende Ansprüche zu klären, bestanden noch im Jahr 1827 juristische Auseinandersetzungen.
1789 fertigte der Maler Johann Wilhelm Wendt einen Schattenriss des Prinzen Moritz an. Im Dezember 1801 wurde Moritz in Altona im Besitz falscher Assignaten verhaftet, aber kurz darauf wieder freigelassen.